# Anton Buttigieg
Anton Buttigieg (Qala, 19 de febrero de 1912 - Ib., 5 de mayo de 1983) fue un jurista, poeta y político maltés que desempeñó el cargo de presidente de Malta desde 1976 hasta 1981.

## Biografía
Buttigieg nació en 1912 en Qala, isla de Gozo, y fue el tercer hijo de un matrimonio de clase trabajadora. Después de pasar toda su infancia en Qala, con 16 años se trasladó a Birkirkara para estudiar en el Colegio de San Luis de los jesuitas. En 1930 pudo ingresar en la Universidad de Malta, donde obtuvo la Licenciatura de Artes (1934) y el doctorado en Derecho (1940).
Durante la Segunda Guerra Mundial, tras concluir el Sitio de Malta, tuvo que ejercer de oficial del Cuerpo de Policía en Ħamrun hasta el final del conflicto. Más tarde desarrollaría una carrera como jurista, primero en la abogacía y desde 1955 como magistrado. En ese tiempo pudo compaginarlo con artículos periodísticos sobre derecho en los diarios locales Times of Malta (1946-1948) y The Voice of Malta (1959-1970).
De forma paralela, Buttigieg inició su trayectoria política en 1955, al ser elegido diputado en la Cámara de Representantes de Malta por el Partido Laborista. Bajo el liderazgo de Dom Mintoff, desde 1962 pasó a ser Líder Adjunto del grupo parlamentario, y cuando Mintoff resultó elegido primer ministro de Malta en 1971, Buttigieg asumió también la cartera del ministerio de Justicia y Asuntos Parlamentarios. Ocuparía ambas responsabilidades hasta octubre de 1976.
En 1974, Malta se convirtió en una república dentro de la Mancomunidad de Naciones y se estableció que la jefatura del estado pasaría a un nuevo cargo, el presidente de Malta. Una vez había concluido el mandato temporal del exgobernador general Anthony Mamo (1974-1976), Buttigieg fue votado por la Cámara como presidente de Malta durante un mandato limitado a cinco años, desde 1976 hasta 1981.
Al margen de la política y del derecho, Buttigieg destacó por su obra poética en maltés, una de sus mayores aficiones. Ya en 1931 era miembro de la Sociedad para la Lengua Maltesa «Għaqda tal-Malti», fundada por Rużar Briffa, y en la década de 1960 desarrolló una extensa obra literaria. Una de sus obras más reconocidas, Il-Muża bil-Kimono (1968), es una colección de haikus malteses que ha sido traducida al inglés y al japonés. Además ha sido miembro de la Academia de la Lengua Maltesa.
Anton Buttigieg falleció el 5 de mayo de 1983 en Qala, su ciudad natal, a los 71 años.

### Vida personal
Estuvo casado en tres ocasiones: en 1944 contrajo matrimonio con Carmen Bezzina y tuvo tres hijos: John, Rose y Emanuel. Cuando Carmen murió, Buttigieg rehízo su vida y se casó en 1953 con Connie Scicluna, quien también falleció antes que él en un accidente de tráfico. Su tercera y última pareja fue Margery Helen Patterson, con la que estuvo desde 1975 hasta su muerte.

## Condecoraciones
- Collar de Compañeros de Honor de la Orden del Mérito de Malta.